# Breton bas-vannetais
Le breton bas-vannetais est un sous-dialecte du breton vannetais. Il est parlé dans l'ouest du département du Morbihan et dans le canton finistérien d'Arzano (mais certaines communes de l'extrême nord-ouest du département ne parlent pas bas-vannetais, mais cornouaillais). 

## Subdivisions
On peut le diviser en deux branches:
- le bas-vannetais continental
- le bas-vannetais insulaire (parlé dans l'Île de Groix)

Le bas-vannetais continental se divise quant à lui en deux sous-dialectes:
- le breton lorientais au sud (région de Lorient)
- le breton pourlet au nord (Pays Pourlet, autour de Guémené-sur-Scorff)

Ces deux sous-dialectes sont proches et intercompréhensibles à 100 %, mais présentent un certain nombre de différences. 

## Limites
Les limites du Pays Pourlet se définissent comme la zone où l'on portait traditionnellement le costume à la mode de Guémené-sur-Scorff, à la zone où l'on parle le breton Pourlet et à la zone d'influence du marché de Guémené-sur-Scorff. 
La zone où l'on parle le breton lorientais ne correspond pas exactement à la zone où l'on portait le costume à la mode lorientaise. En effet, les costumes lorientais étaient portés également à Clohars-Carnoët (dans le Finistère, commune de parler cornouaillais), et dans des communes à l'est du Blavet, telles que Languidic ou Kervignac, où le dialecte est de type haut-vannetais. 
Le breton lorientais est parlé dans la zone comprise entre la Laïta et le Blavet où l'on portait les costumes lorientais.